# Cemitério dos Hebreus

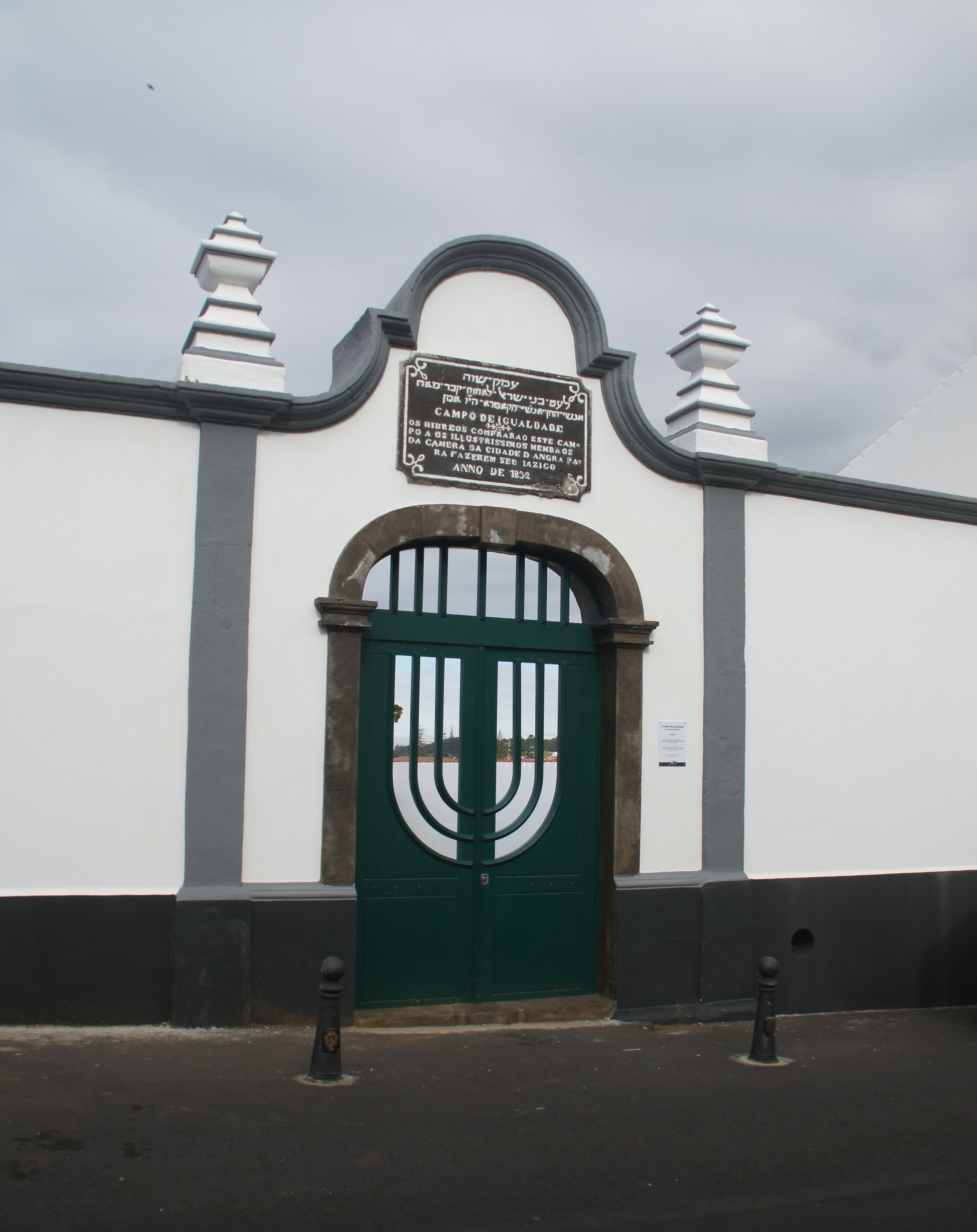
Portão do Cemitério dos Hebreus, Angra do Heroísmo.

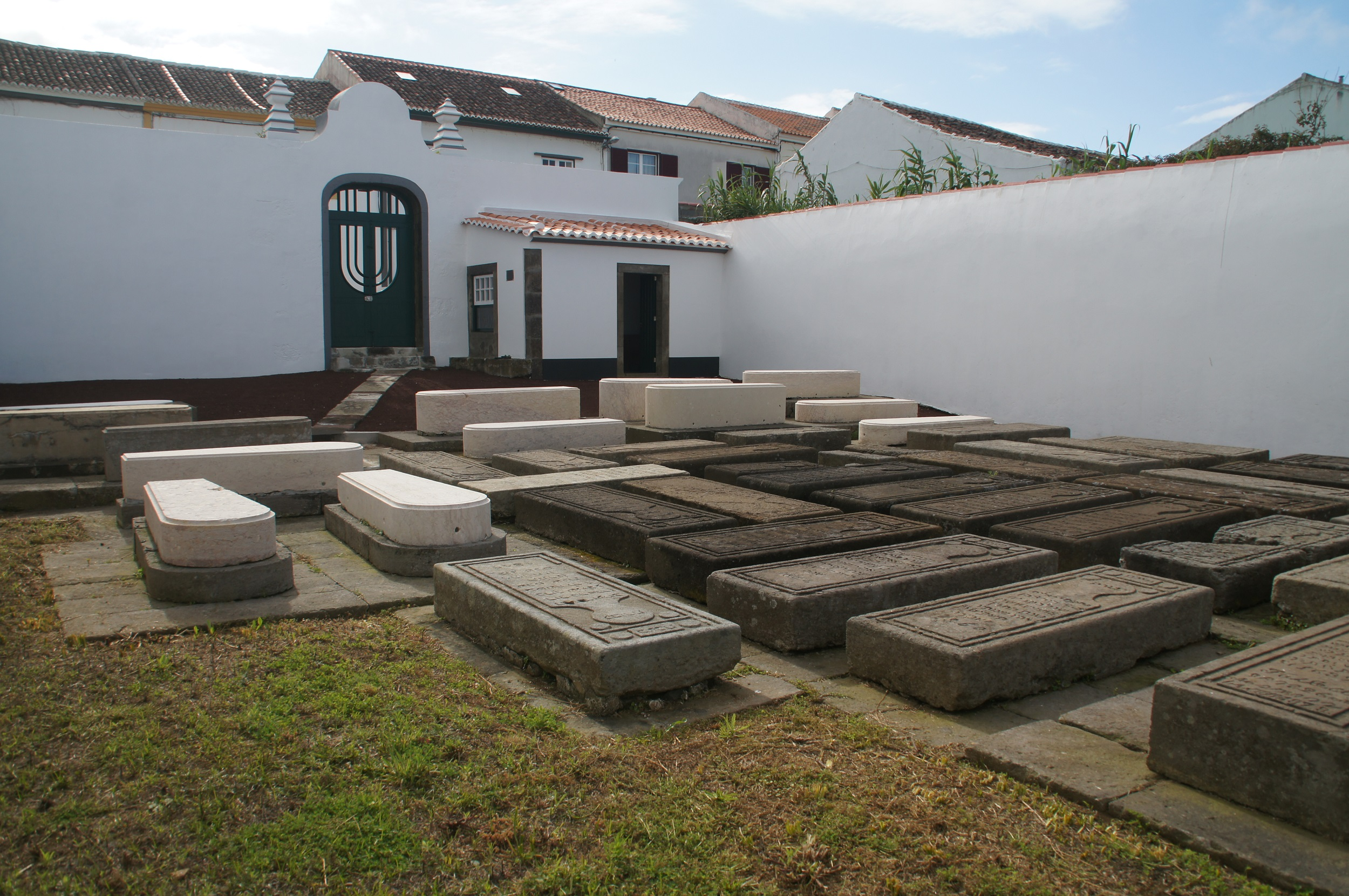
Interior do Cemitério dos Hebreus, Angra do Heroísmo.

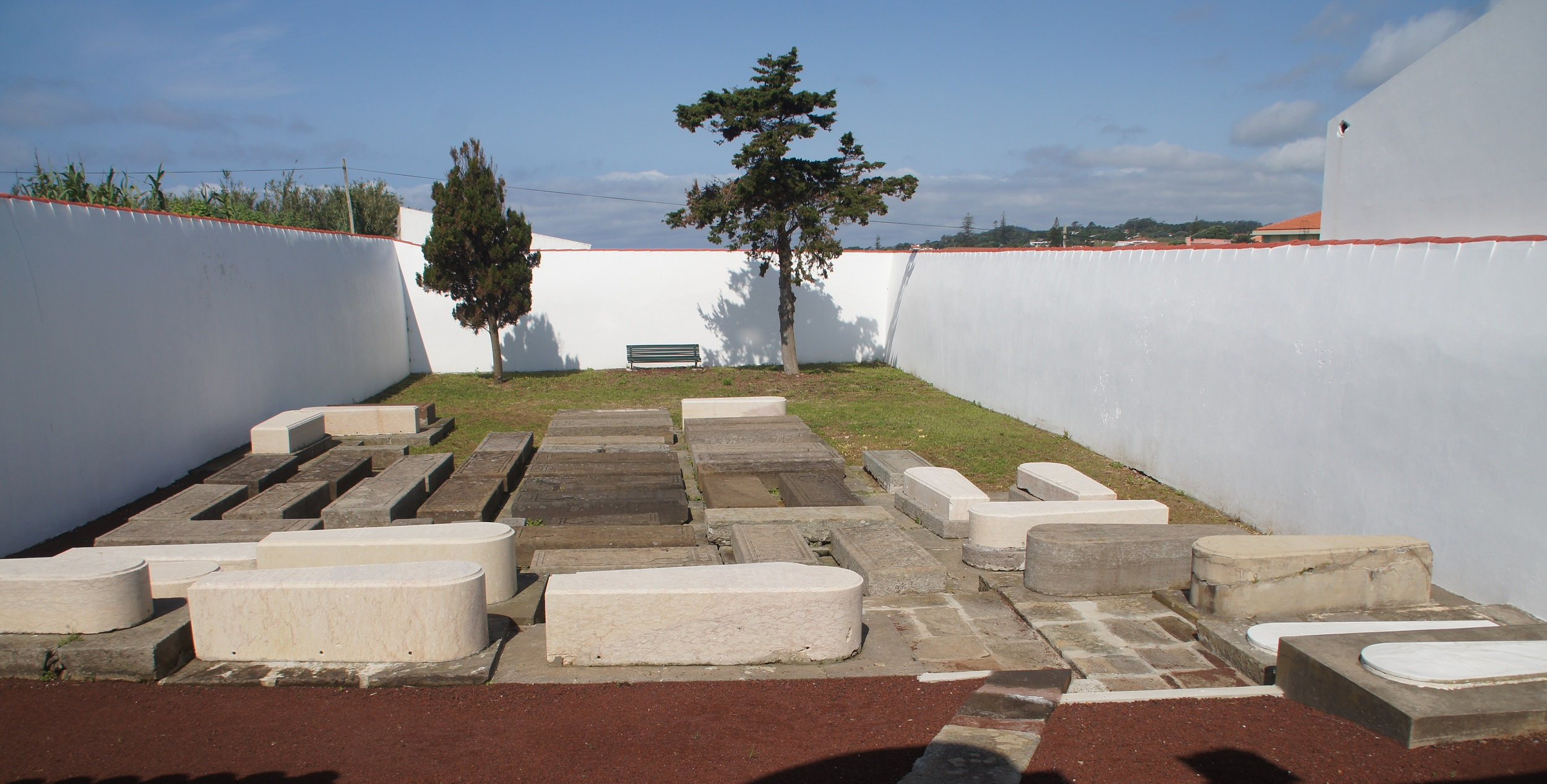
Sepulturas no Cemitério dos Hebreus, Angra do Heroísmo.

O Cemitério dos Hebreus, também referido como Campo da Igualdade, localiza-se no Caminho Novo, no centro histórico de Angra do Heroísmo, na Ilha Terceira, nos Açores. Destaca-se por ser um dos únicos vestígios da cultura hebraica no arquipélago.

## História
As primeiras referências ao estabelecimento de famílias judaicas nos Açores datam da primeira metade do século XIX, oriundas do Marrocos, de onde saíram devido às restrições económicas que ali lhes estavam sendo impostas à época. No mesmo período, a ação do Santo Ofício declinara em Portugal, e o advento do Liberalismo, nomeadamente após a Revolução Liberal do Porto (1820), atraíram essas populações, com provável ascendência portuguesa. Desse modo, diversas famílias começaram a acorrer para os Açores, registando-se a fixação dos Abohbot, Benarus, Levy, Zagory ou Besabat. O arquipélago chegou a dispor de sinagogas, nas ilhas de São Miguel, Terceira e Faial. A aceitação dos hebreus nessas comunidades à época, contrasta com as perseguições movidas pelo Santo Ofício nos séculos anteriores.
De acordo com a escritura de venda datada de 24 de setembro de 1832, Joaquim Zagory (também grafado como Zagury) adquiriu em hasta pública à Câmara Municipal de Angra, pelo montante de 300 mil réis, um bocado de terreno, anteriormente votado a curral do concelho, para nele se estabelecer um cemitério israelita. De acordo com a mesma escritura, a referida quantia havia sido legada em testamento por Abraão Benaoim, com vista à construção de um "(...) cemitério decente para todos aqueles que fossem de sua Nação". Naquele mesmo ano foram ali sepultados Fortunato Benjamim e Abraão Sebag.
Em 1958 o cemitério tornou-se propriedade da Comunidade Israelita de Lisboa, mas, em 1994, devido ao seu estado de abandono, o Grupo Bensaúde assumiu o seu restauro, sendo responsável pela sua manutenção desde então. A partir de 2014 ficou a cargo do Município de Angra do Heroísmo, que o integrou no património histórico sob sua gestão.

## Características
O terreno apresenta planta retangular, nele se encontrando atualmente 53 sepulturas.
Sobre o portão, uma inscrição epigráfica bilingue (hebraico-português) reza:
"CAMPO DE IGUALDADE / OS HEBREOS COMPRARAO ESTE CAM= / PO A OS ILLUSTRISSIMOS MEMBROS / DA CAMERA DA CIDADE D ANGRA PA= / RA FAZEREM SEO JAZIGO / ANNO DE 1832"
Aqui se encontra sepultado Mimom ben Abraham Abohbot, fundador da Sinagoga Ets Haim em Angra.